# Cannock Wood
Cannock Wood es una parroquia civil y un pueblo del distrito de Cannock Chase, en el condado de Staffordshire (Inglaterra).

## Geografía
Según la Oficina Nacional de Estadística británica, Cannock Wood tiene una superficie de 2,34 km².

## Demografía
Según el censo de 2001, Cannock Wood tenía 1052 habitantes (50,86% varones, 49,14% mujeres) y una densidad de población de 449,57 hab/km². El 17,49% eran menores de 16 años, el 76,43% tenían entre 16 y 74, y el 6,08% eran mayores de 74. La media de edad era de 41,96 años. Del total de habitantes con 16 o más años, el 17,86% estaban solteros, el 69,01% casados, y el 13,13% divorciados o viudos.
Según su grupo étnico, el 99,71% de los habitantes eran blancos y el 0,29% asiáticos. La mayor parte (98,48%) eran originarios del Reino Unido. El resto de países europeos englobaban al 0,67% de la población, mientras que el 0,86% había nacido en cualquier otro lugar. El cristianismo era profesado por el 84,79% y cualquier otra religión, salvo el budismo, el hinduismo, el judaísmo, el islam y el sijismo, por el 0,29%. El 9,7% no eran religiosos y el 5,23% no marcaron ninguna opción en el censo.
Había 419 hogares con residentes y 9 vacíos.